# Terminal Intermodal Palmeiras-Barra Funda

O Terminal Intermodal Palmeiras–Barra Funda, também conhecido como Terminal Barra Funda, ou apenas Estação Barra Funda, é o segundo intercambiador de transportes mais importante de São Paulo. Inaugurado em 17 de dezembro de 1988, fica localizado na Barra Funda e reúne num mesmo complexo terminal linhas de ônibus municipais, intermunicipais, interestaduais, internacionais e metropolitanos, trens e metrô.

## Estação Palmeiras-Barra Funda
Segundos dados divulgados pela Secretaria de Transportes Metropolitanos, a estação Palmeiras Barra Funda teve média de 355.000 mil passageiros por dia nas plataformas de trens e metrô.
A Linha 3-Vermelha do metrô de São Paulo movimenta cerca de 209.200 passageiros por dia na estação.
A Linha 7-Rubi da CPTM e a Linha 8-Diamante da ViaMobilidade, ambas do Trem Metropolitano de São Paulo, recebem, juntas, cerca de 144.814 passageiros por dia na estação.
O Terminal Rodoviário da Barra Funda recebe em média 40.000 passageiros por dia.

## História

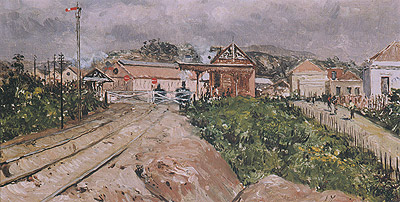
Estação Barra Funda - São Paulo, SP, pintura de Antonio Ferrigno.

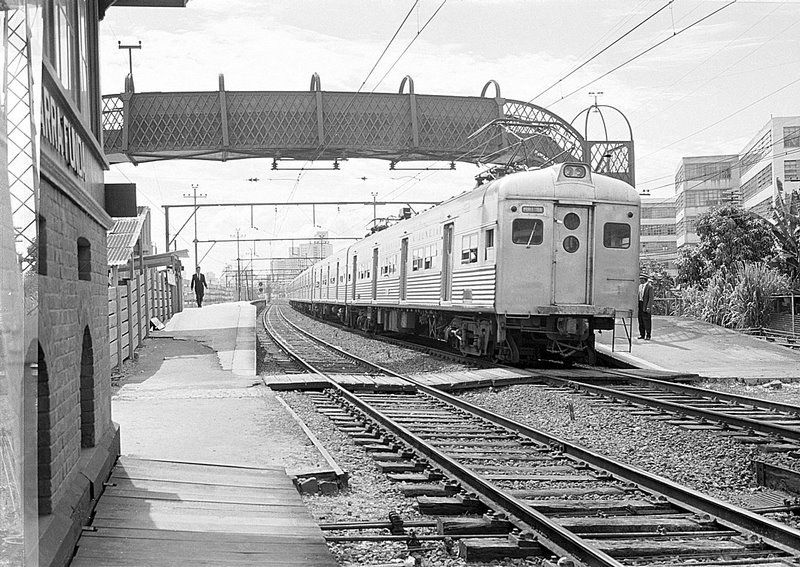
Estação Barra Funda da ferrovia Santos-Jundiaí no final dos anos 1950.

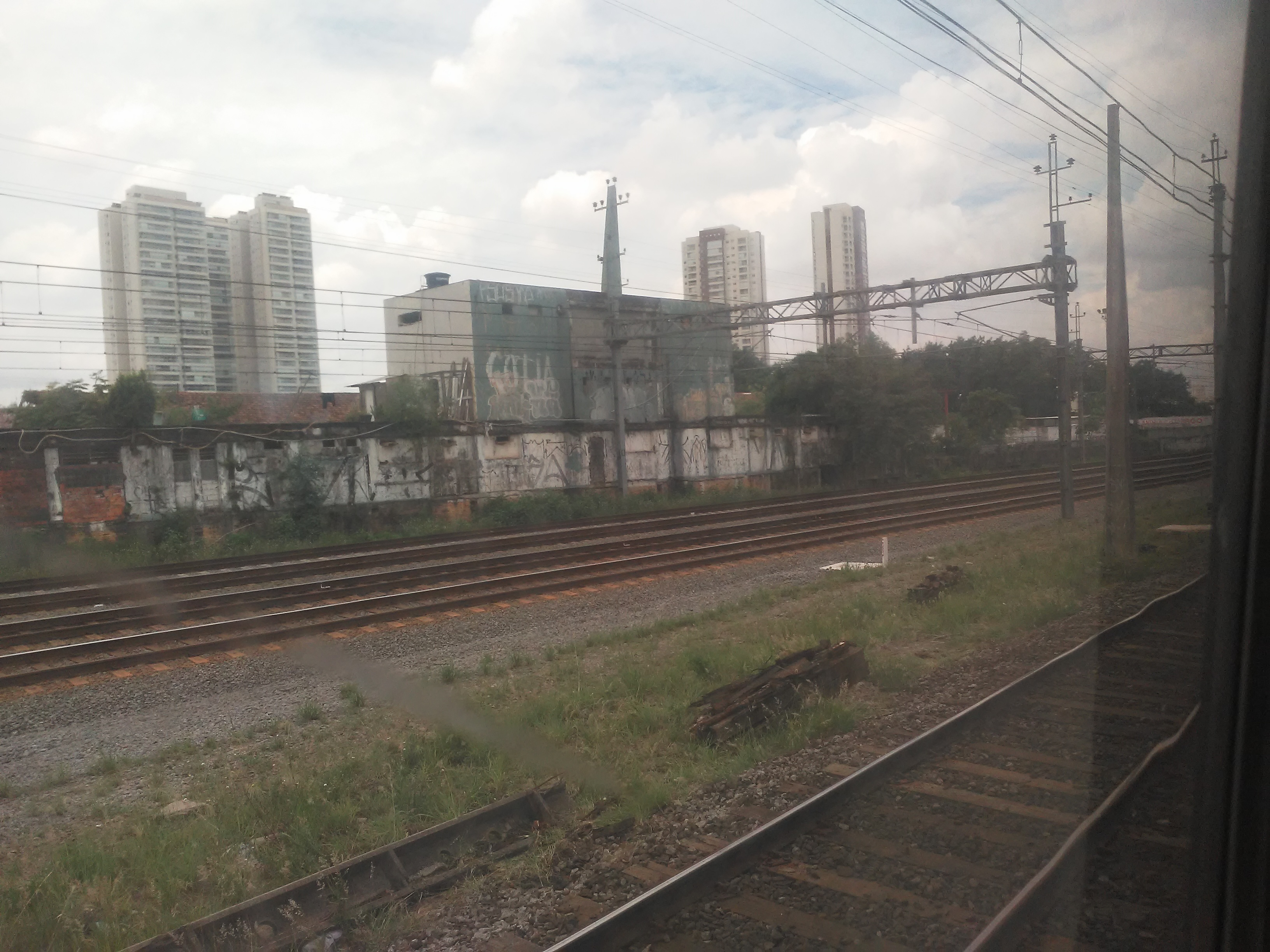
Restos da 2ª estação Barra Funda da Estrada de Ferro Santos-Jundiaí, inaugurada em 1964 e desativada em 29 de novembro de 1998

Em abril de 1892 os pátios do Brás e do Pari da São Paulo Railway se encontravam superlotados ao ponto de parte das cargas ser impedida de descarregamento por falta de espaço, com os vagões carregados e parados nos desvios dos pátios. Ao mesmo tempo, cargas destinadas ao interior do estado estavam paradas por falta de vagões e locomotivas para transporte.  Esse “esgotamento” do transporte ferroviário era em parte culpa da Epidemia de Febre Amarela em Campinas que fez adoecer dezenas de funcionários das ferrovias Paulista e Mogiana, mão-de-obra necessária para garantir a regularidade do tráfego de passageiros e mercadorias. Também ocorreu escassez de carvão e a rediscussão do contrato de concessão da São Paulo Railway pelo Governo Federal. Diante dessa situação de esgotamento, o superintendente da São Paulo Railway, William Speers, apelava aos clientes para que retirassem suas cargas com urgência. Ao mesmo tempo, a São Paulo Railway resolveu abrir uma pequena estação com um novo pátio de recebimento de cargas. O novo pátio foi aberto em 19 de maio de 1892 sendo batizado Barra Funda. A pequena estação Barra Funda funcionou precariamente até 21 de janeiro de 1895 quando foi destruída por um incêndio.
Após a fusão das Companhia Ituana de Estradas de Ferro e Estrada de Ferro Sorocabana em 1892, o trecho inicial da linha tronco da Ituana entre Itaici e Mairinque recebeu melhorias e unificação de bitola com a rede e a Sorocabana passou a ser uma alternativa para o escoamento da produção de café do interior paulista até São Paulo, onde era transferida nos pátios do Brás e do Pari para a São Paulo Railway. Diante do alto custo de frete cobrado pela São Paulo Railway, detentora do monopólio do transporte de cargas e passageiros entre o Porto de Santos e Jundiaí, o barão de Socorro, presidente da Sorocabana, idealizou a construção de uma segunda ferrovia ao porto de Santos. Apesar de ter obtido a concessão do governo federal para construir a ferrovia Mairinque - Santos, a Sorocabana entrou em crise financeira e o projeto não saiu do papel. Como forma de retaliação, a São Paulo Railway passou a não receber mercadorias escoadas via linha Ituana pela Sorocabana nos pátios da Barra Funda, Brás e Pari, além de reter por longo período centenas de vagões de café da Sorocabana nos pátios sem justificativa plausível.
A resposta inicial da Sorocabana foi adquirir terrenos no entorno da estação de São Paulo para ampliar as instalações para receber cargas escoadas pela antiga linha Ituana e a construção de uma nova casa para abrigar as turmas de conservação do quilometro 3 na Barra Funda. 
A concentração de funcionários e equipamentos no quilômetro 3 deu origem ao pátio e estação Barra Funda da Sorocabana, aberto em 1902 mas ainda sem um prédio para atendimento de passageiros.
A ideia de integrar os trens de subúrbio ao Metrô começou a ganhar corpo na década de 1970. Com o crescimento do distrito Barra Funda, a Santos–Jundiaí investiu na reconstrução da estação, demolindo o prédio de estilo vitoriano e inaugurando outro de linhas modernistas em 1964.
Em 1968, a Companhia do Metropolitano de São Paulo apresentou o primeiro projeto para a implantação da Estação Barra Funda, da Linha Leste-Oeste. Projetada em superfície, a estação teria, além de suas instalações usuais, um estacionamento-garagem, um terminal de ônibus e duas torres para receber as sedes da Companhia do Metropolitano e da Ferrovia Paulista S.A. (Fepasa). Até 1979, o projeto era cogitado ao lado de uma pretensa expansão da Linha Leste-Oeste até a Lapa. Nesse ano, devido à falta de recursos para as obras da linha e à transferência da gestão do Metrô, do município para o estado, o projeto foi abandonado, e um novo projeto passou a ser estudado.
Dentro do projeto de remodelação dos subúrbios da Fepasa, a empresa inaugurou uma Estação Barra Funda para seus serviços, com entrada localizada no fim da Rua Barra Funda. Com projeto arquitetônico idêntico ao da Estação Lapa, a estação foi aberta em 1979 e demolida em 1988.
Projetada pelos arquitetos Roberto MacFadden e Luiz Carlos Esteves (apenas os acessos do terminal), a estação atual foi construída pela empreiteira Mendes Júnior (que posteriormente ganharia sem licitação o contrato de construção do Memorial da América Latina), contratada pelo Metrô com recursos do Governo do Estado de São Paulo e do Governo Federal, no local da antiga estação homônima da Sorocabana, para atender a sua Linha Leste–Oeste (atual Linha 3–Vermelha) e unificar em uma só estação as linhas de trem de subúrbio da Fepasa (antiga Sorocabana) e da CBTU (antiga Estrada de Ferro Santos-Jundiaí). Durante a construção, em maio de 1986, foi desalojada uma favela que ficava sob o adjacente Viaduto Antártica, tendo sido entregues seis mil cruzados para cada família. Apesar dessa quantia, as famílias optaram por invadir um terreno no Alto da Lapa, no que foi considerada a primeira invasão de terreno municipal na gestão Jânio Quadros.
A estação foi inaugurada em 17 de dezembro de 1988, apenas com as linhas do Metrô e da Fepasa. A linha da CBTU só seria transferida para lá em 5 de janeiro de 1989.
Em 1990, saíam da estação os trens turísticos da Fepasa, que seguiam rumo às cidades de Santos e Peruíbe, no litoral paulista. Em 1996, a estação passou a ser a inicial e terminal dos trens de passageiros de longas distâncias da Fepasa que seguiam rumo ao interior paulista. Os trens turísticos que saíam da estação e seguiam para o litoral foram desativados em 1997, ainda sob a gestão da Fepasa.
A área do Metrô recebeu um dos dois primeiros elevadores para deficientes físicos do sistema metroviário, em 1993.
Após a unificação das linhas de subúrbio da Fepasa e da CBTU como CPTM, passou a ter transferência gratuita entre as linhas das antigas companhias. A estação Barra Funda da Santos–Jundiaí continuou operando, apenas com o serviço do Trem de Prata, até 29 de novembro de 1998, quando foi desativada.
A Estação Barra Funda da Fepasa continuou operando com o serviço de trens de passageiros de longa distância até janeiro de 1999, quando deixaram de circular, após a privatização da companhia e a sua compra pela concessionária Ferroban, atualmente extinta. Desde então, a estação opera somente com os serviços de trens metropolitanos e com o serviço da Linha 3–Vermelha do Metrô.
Em 27 de abril de 2006, a estação do Metrô passou a se chamar Palmeiras–Barra Funda, em homenagem à Sociedade Esportiva Palmeiras, clube paulistano sediado a cerca de 1,1 quilômetro do terminal. O mesmo veio a acontecer com a CPTM durante o ano de 2007.
Segundo a Secretaria de de Transportes Metropolitanos, a Linha 11–Coral deverá ser levada até esta estação. A previsão de entrega das obras, segundo a divulgação mais recente, é para 2025.  Em dezembro de 2024, foi inaugurada a extensão da linha até a estação, em operação assistida aos domingos, com previsão de ampliação para todos os dias da semana em setembro de 2025. Essa extensão se faz necessária para compensar a redução do traçado da Linha 7 - Rubi, entre Brás e Palmeiras - Barra Funda, após a concessão à TIC Trens.
A partir de 1º de setembro de 2023, o Expresso Aeroporto da Linha 13–Jade da CPTM passou a iniciar suas viagens a partir da Estação da Barra Funda, com sentido à Estação Aeroporto–Guarulhos, com paradas intermediárias na estações: Luz e Guarulhos-Cecap no sentido aeroporto e Guarulhos-CECAP, Brás e Luz no sentido Palmeiras-Barra Funda. Dessa forma, buscou-se facilitar o acesso de passageiros do terminal rodoviário interestadual da Barra Funda, com o Aeroporto Internacional de São Paulo-Guarulhos.

### CPTM e ViaMobilidade
| Linha                        | Terminais                                   | Comprimento (km) | Estações | Observações |
| ---------------------------- | ------------------------------------------- | ---------------- | -------- | --- |
| 7 Rubi                       | Rio Grande da Serra ↔ Jundiaí               | 100,7            | 31       | Antiga Linha A–Marrom/ D-Bege / Antiga Linha Noroeste–Sudeste da CBTU                                                      |
| 8 Diamante                   | Júlio Prestes ↔ Itapevi                     | 35,283           | 20       | Possui extensão operacional Antiga Linha B–Cinza / Antiga Linha Oeste do Trem Metropolitano da FEPASA                      |
| 11 Coral                     | Palmeiras-Barra Funda ↔ Estudantes          | 50,500           | 18       | Estação encontra-se em operação assistida Antiga Linha E–Laranja / Antiga Linha Leste Tronco do Trem Metropolitano da CBTU |
| 13 Jade (Expresso Aeroporto) | Palmeiras-Barra Funda ↔ Aeroporto–Guarulhos | 31,135           | 5        | Serviço Expresso que parte de hora em hora entre as 05h e meia-noite em direção ao Aeroporto–Guarulhos                     |

| Sigla | Estação               | Inauguração                                                                                    | Integração                                 | Plataformas         | Posição    | Notas |
| ----- | --------------------- | ---------------------------------------------------------------------------------------------- | ------------------------------------------ | ------------------- | ---------- | --- |
| BFU   | Palmeiras–Barra Funda | 19 de maio de 1892 (SPR); 17 de dezembro de 1988 (FEPASA e Metrô); 5 de janeiro de 1989 (CBTU) | Linha 3–Vermelha, Bilhete Único da SPTrans | Centrais e laterais | Superfície | Reconstruída pelo Metrô de São Paulo, com recursos do Governo Federal e do Governo Estadual de São Paulo, em 1988 |

### Metrô
| Linha      | Terminais                                    | Estações |
| ---------- | -------------------------------------------- | -------- |
| 3 Vermelha | Palmeiras–Barra Funda ↔ Corinthians–Itaquera | 18       |

| Sigla | Estação               | Inauguração            | Capacidade                   | Integração                                                                | Plataformas        | Posição    | Notas                                         |
| ----- | --------------------- | ---------------------- | ---------------------------- | ------------------------------------------------------------------------- | ------------------ | ---------- | --------------------------------------------- |
| BFU   | Palmeiras–Barra Funda | 17 de dezembro de 1988 | 60 mil passageiros hora/pico | Linhas 7 e 8 do Trem Metropolitano, Bilhete Único da SPTrans e Cartão BOM | Laterais e central | Superfície | Estação com estrutura de concreto pré-moldado |

### FEPASA (extinta)
| Linha             | Terminais          | Comprimento (km) | Estações | Observações |
| ----------------- | ------------------ | ---------------- | -------- | --- |
| 1 Linha Turística | Peruíbe ↔ Campinas | 290              | 105      | Conhecido como Trem do Pettená , esta linha tinha como destino a estação central de Campinas, com partidas de Peruíbe, no litoral sul paulista, e a estação de Barra Funda era usada para embarque e/ou desembarque de passageiros oriundos da capital paulista e troca de locomotivas, foi suprimido em 1997 juntamente com a Ferrovia Paulista S.A. quando ocorreu a privatização |

## Obras de arte

### CPTM
A estação da CPTM possui duas obras de arte expostas em seu mezanino de distribuição e integração com o metrô:
- Grande Painel Azul II (1998), de Marcelo Lago, constituída de placas de concreto com círculos estampados em baixo relevo, pintados com pintura automotiva;[31]
- Entorno de nós (2018), organizada por Danilo Blanco. A obra apresenta trabalhos de marchetaria de 420 alunos das escolas estaduais Professor Dr. Geraldo Campos Moreira (Parque Cisper), Prof. Laurinda Vieira Pinto (Ibiúna), Rodrigues Alves (Bela Vista) e João Kopke (Campos Elíseos), reunidos em oficinas patrocinadas pela Fundação Stickel e auxiliadas pela Escola Senai Orlando Laviero Ferraiuolo. Composta por 690 placas de azulejo de 15×15 centímetros.[32]

### Metrô

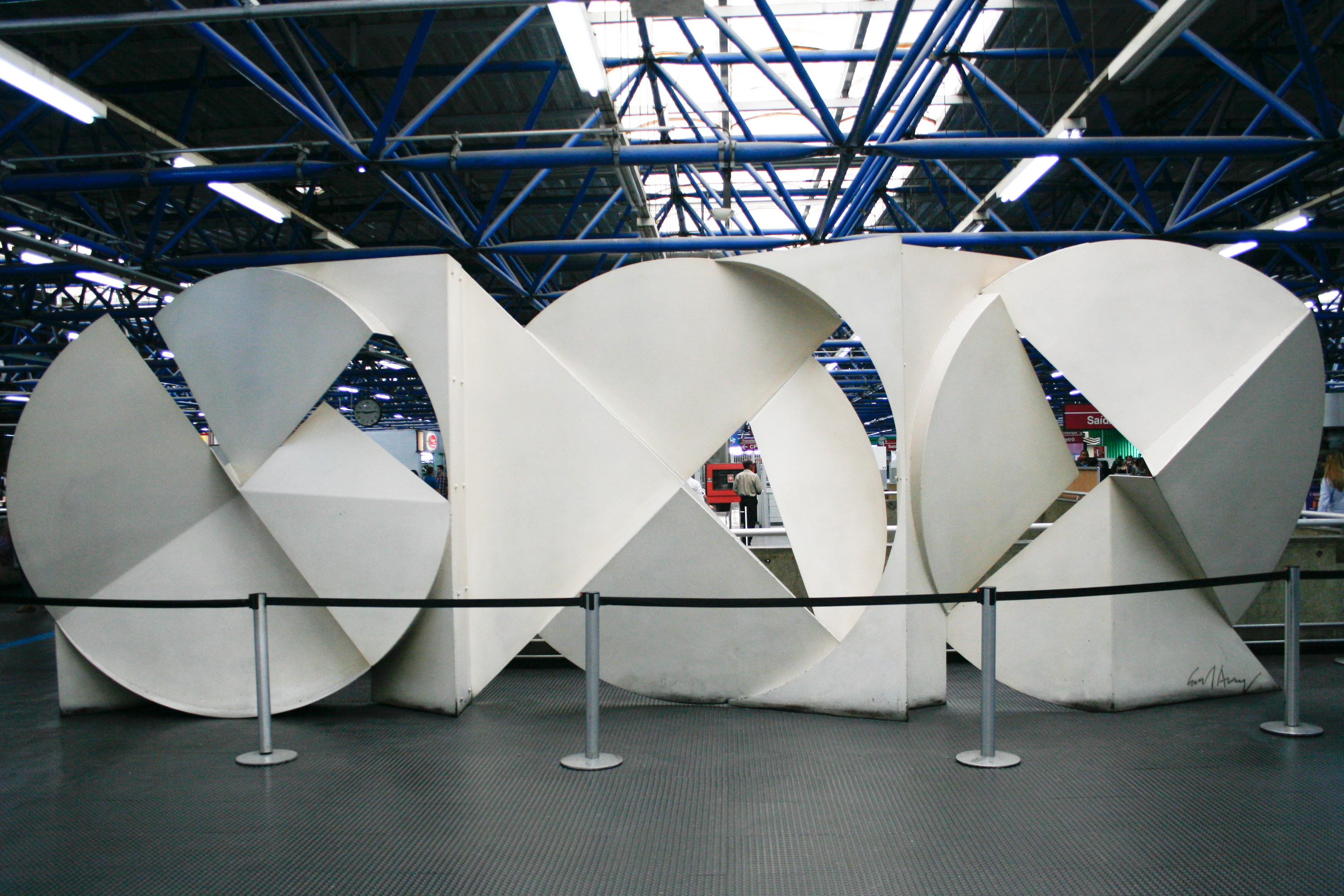
A Roda (1990), de Emanuel Araújo

A estação do metrô possui quatro obras de arte, dividas entre mezanino e plataformas:
- A Roda (1990), do artista plástico Emanuel Araújo, composta por placas de aço carbono de 3m × 9m × 0,80m fundidas, para dar a impressão de movimento, localizada no mezanino de acesso às plataformas;
- Movimento (1990), do artista plástico Claudio Tozzi. Tela com pintura acrílica de 3,50m × 8,00m, exposta nas plataformas;
- Senhores do movimento (1990), do pintor José Roberto Aguilar. Tela com pintura acrílica de 3,50m × 8,00m, exposta nas plataformas;
- Meditação labiríntica (1990), do pintor Valdir Sarubbi. Tela com pintura acrílica de 3,00m × 4,00m, exposta nas plataformas.

## Ônibus

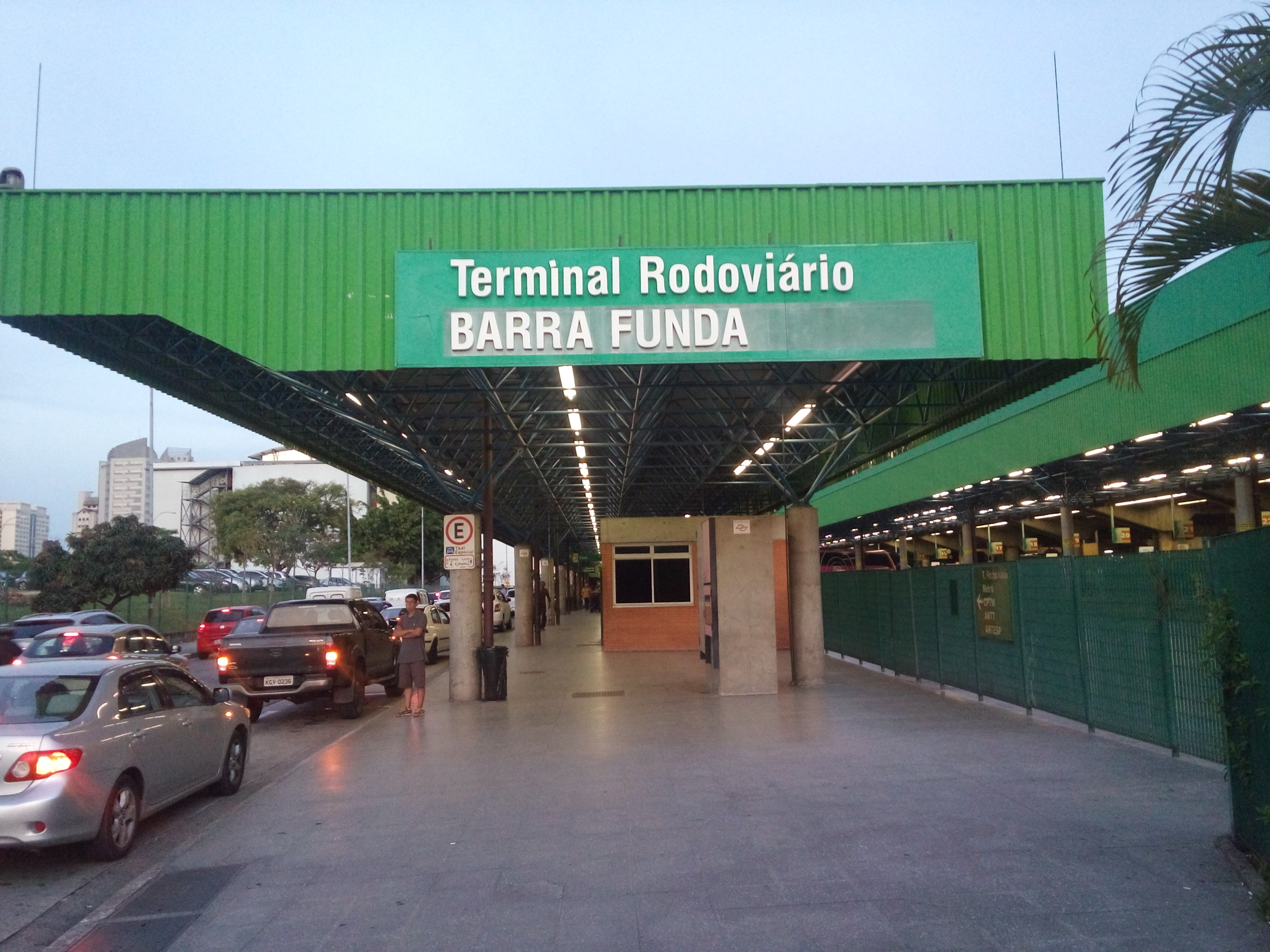
Terminal rodoviário

A ala rodoviária do Terminal Palmeiras-Barra Funda foi aberta em 20 de dezembro de 1989 e atende a diversas linhas que conectam o bairro da Barra Funda a bairros periféricos e centrais do município de São Paulo. Serve também com linhas intermunicipais, principalmente com destino ao oeste paulistano (áreas 1-Noroeste, verde, e 8-Oeste, laranja, da SPTrans), interestaduais (regiões Sudeste, Sul, Norte e Centro-Oeste do Brasil) e internacionais (Bolívia).

### Passageiros embarcados por ano (1989-2003)
| Ano  | Passageiros (em milhares) |
| ---- | ------------------------- |
| 1989 | 152                       |
| 1990 | 6 076                     |
| 1991 | 5 702                     |
| 1992 | 3 987                     |
| 1993 | 3 733                     |
| 1994 | 3 909                     |
| 1995 | 4 659                     |
| 1996 | 4 438                     |
| 1997 | 4 109                     |
| 1998 | 4 198                     |
| 1999 | 7 089                     |
| 2000 | 7 135                     |
| 2001 | 7 442                     |
| 2002 | 7 470                     |
| 2003 | 7 091                     |